# Hygromycin B
Hygromycin B là một loại kháng sinh được sản xuất bởi vi khuẩn Streptomyces hygroscopicus. Đây là một aminoglycoside tiêu diệt vi khuẩn, nấm và cao hơn là các tế bào nhân thực bằng cách ức chế tổng hợp protein.

## Lịch sử
Hygromycin B ban đầu được phát triển vào những năm 1950 sử dụng cho động vật và vẫn được thêm vào thức ăn cho lợn và gà như mộtthuốc trị giun (tên sản phẩm: Hygromix). Hygromycin B được sản xuất bởi Streptomyces hygroscopicus, một loại vi khuẩn được phân lập vào năm 1953 từ một mẫu đất. Các gen kháng được phát hiện vào đầu những năm 1980.

## Cơ chế hoạt động
Hygromycin hoạt động chống lại cả tế bào nhân sơ và tế bào nhân thực. Nó hoạt động bằng cách ức chế tổng hợp polypeptide, làm ổn định vị trí chấp nhận tRNA-ribosome, do đó ức chế dịch mã.

## Sử dụng trong nghiên cứu
Trong phòng thí nghiệm, nó được sử dụng để lựa chọn và duy trì các tế bào nhân sơ và tế bào nhân thực có chứa gen kháng hygromycin. Gen kháng thuốc là một kinase làm bất hoạt hygromycin B thông qua quá trình phosphoryl hóa. Kể từ khi phát hiện ra các gen kháng hygromycin, hygromycin B đã trở thành một loại kháng sinh chọn lọc tiêu chuẩn trong các thí nghiệm chuyển gen ở nhiều tế bào nhân sơ và nhân thực. Dựa trên phương pháp theo dõi tạp chất, bốn loại tạp chất khác nhau được phát hiện trong hygromycin B thương mại từ các nhà cung cấp khác nhau và độc tính của các tạp chất khác nhau đối với các dòng tế bào được mô tả trong các liên kết bên ngoài sau đây.

### Sử dụng trong nghiên cứu thực vật
Hygromycin kháng gen thường được sử dụng như một chất đánh dấu chọn lọc trong nghiên cứu về thực vật. Trong hệ thống gạo chuyển đổi trung gian qua Agrobacterium, hygromycin được sử dụng ở mức khoảng 30–75 mg L−1, trung bình là 50 mg L−1. Việc sử dụng hygromycin ở mức 50 mg L−1 thể hiện độc tính cao đối với callus không biến đổi. Vì vậy, nó có thể được sử dụng một cách hiệu quả để lựa chọn chất biến đổi.